# Окленд Атлетикс

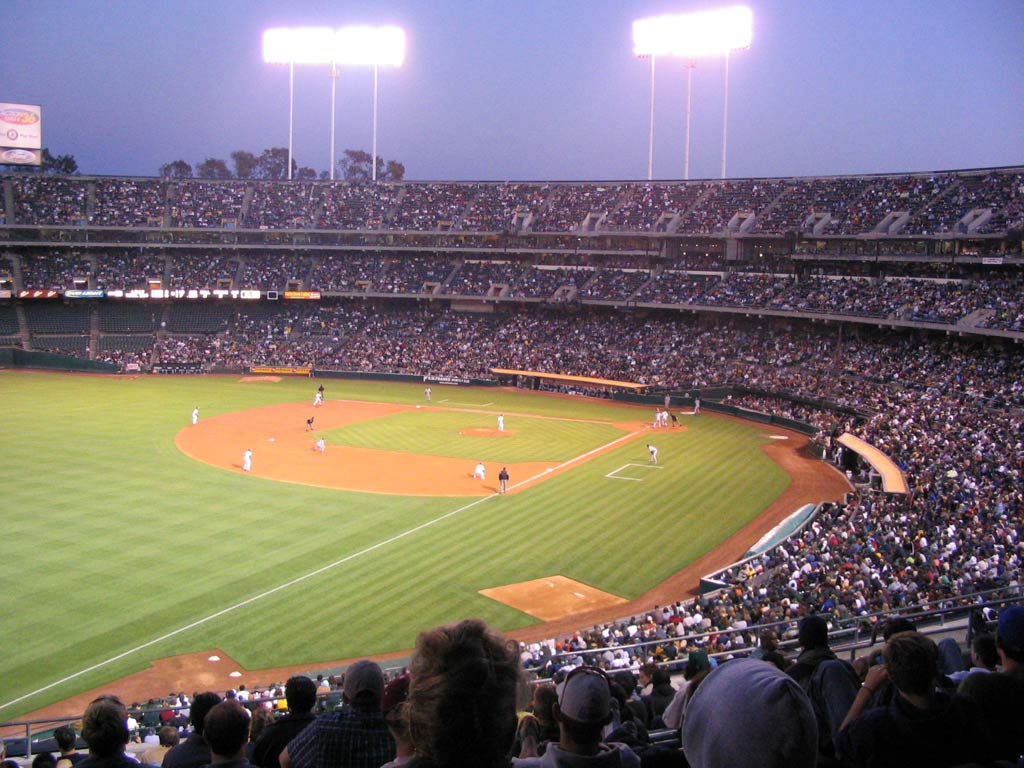
МакКафі Колісіум

«О́кленд Атле́тикс» (англ. Oakland Athletics) — професійна бейсбольна команда міста Окленд у штаті Каліфорнія. Команда — член Західного дивізіону, Американської бейсбольної ліги, Головної бейсбольної ліги.
Команда заснована у 1901 в місті Філадельфія, в штаті Пенсільванія. У 1955 вони переїхали до міста Канзас-Сіті, в штаті Міссурі. У 1968 команда переїхала до міста Окленд.
Команда мала декілька імен:
- Філадельфія Атлетикс (англ. Philadelphia Athletics), 1901—1954
- Канзас-Сіті Атлетикс (англ. Kansas City Athletics), 1955—1967
- Окленд Атлетикс (англ. Oakland Athletics), 1968 до тепер.

Домашнім полем для «Атлетикс» є МакКафі Колісіум.
«Атлетикс» вигравали Всесвітній чемпіонат з бейсболу (англ. World Series) у 1910, 1911, 1913, 1929, 1930, 1972, 1973, 1974, і 1989 роках.

## Окленд Атлетикс в кіно
Про Окленд Атлетикс був знятий художній біографічний фільм із Бредом Пітом у головній ролі. Події відбуваються у 1984—2002 роках. Фільм під назвою «Людина, яка змінила все» вийшов у прокат в 2011 році.